# Loboptera cavernicola
Loboptera cavernicola är en kackerlacksart som beskrevs av Martin och Oromi 1987. Loboptera cavernicola ingår i släktet Loboptera och familjen småkackerlackor. Inga underarter finns listade i Catalogue of Life.